# Євсевій (папа)
Євсевій (лат. Eusebius) — 31-й папа Римський (18 квітня 309 або 310 — 17 серпня 309 або 310), за походженням грек.
Його понтифікат тривав лише чотири місяці і характеризувався розгортанням суперечки щодо повернення у християнство апостатів. Євсевій підтримував рішення своїх попередників про можливість повернення у лоно християнської церкви за умови попередньої суворої покути. Цій точці зору протистояла фракція християн в Римі під керівництвом Іраклія. Йоганн Петер Кірш вважає, що ймовірність того, що Гераклій був керівником партії з відступників і їх послідовників, які вимагали негайного відновлення в Церкві. Внаслідок протистояння Максенцій заслав їх обох до Сицилії.
Помер у вигнанні на Сицилії у 311 році перепохований у Катакомбах святого Калліста. Визнаний Християнською церквою святим. Його день відзначається 17 серпня (раніше 26 вересня).